# Green Lantern: The Animated Series
Green Lantern: The Animated Series è una serie animata in CGI basata sull'omonimo personaggio di DC Comics, prodotta da Warner Bros. Animation e animata dall'azienda indiana Xentrix Studios. La serie è andata in onda sul canale americano di Cartoon Network dall'11 novembre 2011.
In Italia la serie è conosciuta anche con il titolo Lanterna Verde - La serie animata ed è stata trasmessa su Cartoon Network dal 3 settembre 2012 e in chiaro su Boing dall'8 febbraio 2014 e su Italia 1 per due volte nella fascia oraria notturna, la prima a metà agosto 2018 mentre la seconda a fine aprile 2019.

## Trama
In un passato remoto una civiltà aliena viveva in pace e prosperava grazie alla Luce Bianca, tuttavia un giorno scoppiò una guerra. La Luce Bianca si divise in tre parti: coloro che volevano ritornare a vivere in pace isolati dal resto dell'universo si riunirono nel corpo delle Lanterne Blu e creando una distorsione spazio-temporale scomparvero per sempre. Coloro che volevano la pace nell'universo si riunirono nel corpo delle Lanterne Verdi e iniziarono a combattere contro il corpo delle Lanterne Rosse che volevano conquistare l'universo. Alla fine le Lanterne Rosse sconfitte vennero esiliate ai confini dell'universo. Dopo millenni le Lanterne Rosse guidate dal perfido Atrocitus vogliono vendetta e iniziano a sterminare le Lanterne Verdi. Hal Jordan e i suoi compagni (Kilowog, Razer e Aya) iniziano a lottare contro i nemici per difendere l'universo dai sanguinari Manhunters controllati dal malvagio Anti-Monitor.

## Personaggi
Hal Jordan / Lanterna Verde
Doppiato da: Josh Keaton (ed. originale), Alessandro Rigotti (ed. italiana)
Hal Jordan è un membro del Green Lantern Corps, che originariamente serviva e proteggeva il settore spaziale 2814 prima di partire per una missione per fermare il Corpo delle Lanterne rosse dal compiere misfatti e causare distruzione attraverso l'universo. Dopo aver sconfitto Atrocitus e sventato l'invasione delle Lanterne Rosse su Oa, fu promosso Guardia d'onore del Corpo delle Lanterne Verdi.
Kilowog
Doppiato da: Kevin Michael Richardson (ed. originale), Dario Oppido (ed. italiana)
Kilowog è un membro bolovaxiano del Corpo delle Lanterne Verdi. È un istruttore di perforazione, responsabile dell'insegnamento e del tutoraggio delle Lanterne Verdi appena reclutate su Oa. Mentre serviva il Corpo, il pianeta di Kilowog fu distrutto, spazzando via la sua gente e, soprattutto, la sua famiglia. Kilowog continuò a servire il Corpo e divenne amico intimo di Hal Jordan, la Lanterna Verde della Terra. Originariamente addestrò Jordan come nuovo recluta quando fu introdotto per la prima volta nel Corpo. Kilowog aiutò Hal nella loro scappatella in Frontier Space ad affrontare il Corpo delle Lanterne Rosse dopo che il gruppo aveva tentato di uccidere una Lanterna Verde, nove mesi dopo l'omicidio di M'Ten. Alla ricerca di Kilowog e Hal si unì la Lanterna Rossa Razer, che in origine volevano restasse loro prigioniero prima che li salvasse da morte certa. Kilowog litiga spesso con tal Lanterna Rossa durante la loro ricerca e continua a farlo fino alla sconfitta di Atrocitus. Kilowog torna poi alla sua precedente posizione di addestratore delle giovani Lanterne Verdi ma a seguire Hal lo recluta in una nuova squadra per affrontare L'Anti-Monitor, un essere che cerca di distruggere l'universo ed eliminare tutta l'esistenza.
Razer
Doppiato da: Jason Spisak (ed. originale), Claudio Moneta (ed. italiana)
Razer era un membro del brutale Corpo delle Lanterne Rosse. Dopo un cambio di fronte si unì all'equipaggio dell'Interceptor nella loro lotta contro le Lanterne Rosse e in seguito sui Cacciatori di Manhunter.
Aya
Doppiata da: Grey DeLisle (ed. originale), Beatrice Caggiula (ed. italiana)
Aya è un'intelligenza artificiale femminile ed ex navigatrice a bordo dell'Interceptor. Creata dal direttore della scienza Scar usando un frammento dell'incarnazione della pura forza di volontà che quando è andata fuori controllo è stata disattivata e ospitata all'interno della nave più veloce della galassia. È la più avanzata I.A. mai ideata. Rimase inattiva per secoli finché fu attivata da Hal Jordan e Kilowog. Aveva erroneamente ricevuto il nome "Aya" dopo che Hal aveva interpretato erroneamente la parola A.I. Durante il suo periodo con le Lanterne Verdi in Frontier Space ha sviluppato un desiderio di diventare una componente di tal corpo di polizia. Inoltre Aya cominciò a innamorarsi di Razer. Dopo la sua morte apparente Aya ha trovato il suo amore per Razer respinto. Impazzito dal dolore Aya distrusse l'Anti-Monitor e si integrò con il suo corpo, deciso a spazzare via tutte le emozioni nell'universo, ma grazie agli sforzi dell'equipaggio intercettore tornò in sé e Aya si sacrificò per distruggere i Manhunter e riportare la pace nella galassia.
Atrocitus
Doppiato da: Jonathan Adams (ed. originale), Antonio Paiola (ed. italiana)
Atrocitus è stato il fondatore ed ex leader del Corpo delle Lanterne rosse. Dopo la sua prigionia fu sostituito da Zilius Zox come leader delle Lanterne Rosse. È stato brevemente liberato dall'Aya-Monitor in una gara contro Carol Ferris, ma dopo che lei e Hal Jordan lo hanno sconfitto, è stato nuovamente imprigionato.
Zilius Zox
Doppiato da: Tom Kenny (ed. originale), Mario Zucca (ed. italiana)
Zilius Zox, più comunemente noto come Zox, è l'ex braccio destro di Atrocitus; esegue i comandi del suo comandante supremo con zelo e lealtà della causa delle Lanterne Rosse. Ora è il nuovo leader del Corpo delle Lanterne Rosse dopo la caduta del suo padrone nelle mani di Hal Jordan ed è pronto a restituire il suo settore con l'aiuto di Appa Ali Apsa.
Bleez
Doppiato da: Grey DeLisle (ed. originale), ? (ed. italiana)
Bleez è un membro del Corpo delle Lanterne rosse.
Skallox
Doppiato da: Kevin Michael Richardson (ed. originale), ? (ed. italiana)
Skallox è un membro del Corpo delle Lanterne rosse. Sebbene non abbia parlato molto è un combattente intenso. Usa la sua forza bruta e la rabbia per sopraffare i suoi nemici. Nel corso della Red Lantern Invasion sviluppò un disprezzo per Kilowog. Spesso combattendo contro di lui ogni volta che si presentava uno scontro. Si è dimostrato fedele alla causa della Lanterna Rossa. Disposto a prendere colpi per i suoi compagni di squadra e difenderli dal pericolo.
Veon
Doppiato da: Jason Spisak (ed. originale), ? (ed. italiana)
Veon è un membro del Corpo delle Lanterne rosse.
Ragnar
Doppiato da: Will Friedle (ed. originale), ? (ed. italiana)
Ragnar è il fratello e il nemico di Iolande, così come l'intero Corpo delle Lanterne Verdi ed è un nuovo membro del Corpo delle Lanterne Rosse.
Cleric Loran
Doppiato da: Corey Burton (ed. originale), ? (ed. italiana)
Cleric Loran è un chierico all'interno del Corpo delle Lanterne Rosse che vive su Shard. All'interno delle sue sale, risiedeva in una chiesa dedicata alla diffusione della missione di Atrocitus di ottenere la giusta vendetta contro i Guardiani dell'Universo. Era noto per citare la storia del Corpo delle Lanterne Rosse dal Libro della Rabbia in modo riverente e scritturale.
Anti-Monitor
Doppiato da: Tom Kenny (ed. originale), ? (ed. italiana)
L'Anti-Monitor era un essere estremamente potente e malvagio che fu creato eoni fa da Krona, in grado di convertire qualsiasi cosa in antimateria per il suo consumo, divorando trilioni di pianeti nella sua insaziabile fame. Ha combattuto il Corpo delle Lanterne Verdi ed è stato decapitato da Aya che si è fusa con il suo corpo. La sua testa è sopravvissuta su Ranx finché Aya non l'ha rintracciata per la tecnologia del viaggio nel tempo nella sua crociata per distruggere tutta la vita.
Manhunter
Doppiato da: Josh Keaton (ed. originale), ? (ed. italiana)
I Manhunter sono una razza di robot extraterrestri creati dai Guardiani dell'Universo. Erano i predecessori originali del Corpo delle Lanterne Verdi, ma furono spenti dopo avere distrutto la zona dimenticata. Dopo millenni vengono risvegliati dall'Anti-Monitor per servire come suoi servitori. Dopo che Aya ha dirottato il corpo di Anti-Monitor l'hanno servita fino a quando non ha cambiato idea e caricato un virus informatico che distrugge tutti i Manhunter insieme a se stessa. Il primo arco (episodi 1-13) ha avuto come principale antagonista Atrocitus e come antagonisti secondari Le Lanterne Rosse. Il secondo arco (episodi 14-26) ha avuto originariamente come antagonista principale Anti-Monitor ma poi Aya prese il suo corpo nell'episodio 20 e lo sostituì nel ruolo dall'episodio 20 e come antagonisti secondari I Manhunter.

## Episodi
| N° | Titolo originale        | Titolo italiano                                | Prima TV USA      |
| -- | ----------------------- | ---------------------------------------------- | ----------------- |
| 1  | Beware My Power: Part 1 | Il potere delle Lanterne Verdi (prima parte)   | 11 novembre 2011  |
| 2  | Beware My Power: Part 2 | Il potere delle Lanterne Verdi (seconda parte) | 11 novembre 2011  |
| 3  | Razer's Edge            | Il passato di Razer                            | 17 marzo 2012     |
| 4  | Into the Abyss          | Il salvataggio del Truvadon                    | 24 marzo 2012     |
| 5  | Heir Apparent           | L'erede legittimo                              | 31 marzo 2012     |
| 6  | Lost Planet             | Il pianeta perduto                             | 7 aprile 2012     |
| 7  | Reckoning               | La resa dei conti                              | 14 aprile 2012    |
| 8  | Fear Itself             | Alla ricerca di cibo                           | 21 aprile 2012    |
| 9  | ...In Love and War      | In nome dell'amore                             | 28 aprile 2012    |
| 10 | Regime Change           | L'espulsione di Ganthet                        | 5 maggio 2012     |
| 11 | Flight Club             | Il codice segreto                              | 12 maggio 2012    |
| 12 | Invasion                | L'invasione                                    | 19 maggio 2012    |
| 13 | Homecoming              | Ritorno a casa                                 | 26 maggio 2012    |
| 14 | The New Guy             | La nuova Lanterna Verde                        | 29 settembre 2012 |
| 15 | Reboot                  | La fabbrica dei Manhunters                     | 6 ottobre 2012    |
| 16 | Steam Lantern           | In un'altra dimensione                         | 5 gennaio 2013    |
| 17 | Blue Hope               | La Lanterna Blu                                | 12 gennaio 2013   |
| 18 | Prisoner of Sinestro    | Il prigioniero di Sinestro                     | 19 gennaio 2013   |
| 19 | Loss                    | Il trattato di pace                            | 26 gennaio 2013   |
| 20 | Cold Fury               | Una visita inaspettata                         | 2 febbraio 2013   |
| 21 | Babel                   | Aria irrespirabile                             | 9 febbraio 2013   |
| 22 | Love Is a Battlefield   | Una dura battaglia                             | 16 febbraio 2013  |
| 23 | Larfleeze               | La Lanterna Arancione                          | 23 febbraio 2013  |
| 24 | Scarred                 | La verità su Aya                               | 2 marzo 2013      |
| 25 | Ranx                    | La decisione finale                            | 9 marzo 2013      |
| 26 | Dark Matter             | La fine di Aya                                 | 16 marzo 2013     |